# Lijst van beelden in Hendrik-Ido-Ambacht
Dit is een (onvolledige) chronologische lijst van beelden in Hendrik-Ido-Ambacht. Onder een beeld wordt hier verstaan elk driedimensionaal kunstwerk in de openbare ruimte van de Nederlandse gemeente Hendrik-Ido-Ambacht, waarbij beeld wordt gebruikt als verzamelbegrip voor sculpturen, standbeelden, installaties, gedenktekens en overige beeldhouwwerken.
| Geplaatst | Omschrijving                 | Kunstenaar         | Straat                                   | Plaats              | Materiaal | Afbeelding |
| --------- | ---------------------------- | ------------------ | ---------------------------------------- | ------------------- | --------- | ---------- |
| 1971      | Kikker                       | Marcus Ravenswaaij | Baxpark                                  | Hendrik-Ido-Ambacht |           |            |
| 1974      | Lieveheersbeestje            | Marcus Ravenswaaij | Graaf Willemlaan                         | Hendrik-Ido-Ambacht |           |            |
| 1969      | Moeder met tweeling          | Marcus Ravenswaaij | Graaf Willemlaan                         | Hendrik-Ido-Ambacht |           |            |
| 1982      | Veulen en kalfje             | Marcus Ravenswaaij | Baxpark                                  | Hendrik-Ido-Ambacht |           |            |
| 1999      | Wereldbol                    | Bart Sanders       | Graaf Willemlaan - Anthoniuslaan         | Hendrik-Ido-Ambacht |           |            |
| 2001      | Schepen varen door de wereld | Ben Aalbers        | Hoge Kade/Antoniuslaan                   | Hendrik-Ido-Ambacht |           |            |
| 2006      | Droomeiland                  | Lianne de Lepper   | Krommeweg/Laan van Welhorst              | Hendrik-Ido-Ambacht |           |            |
| 2007      | Kompas                       | Niko de Wit        | Laan van Welhorst/Sophialaan             | Hendrik-Ido-Ambacht |           |            |
| 2007      | Oost, west, thuis best       | Aris de Bakker     | Rietlaan/Laan van Welhorst               | Hendrik-Ido-Ambacht |           |            |
| 2008      | Oude tijd, nieuwe tijd       | Jaap Hartman       | Laan v Welhorst/Laan v Walburg           | Hendrik-Ido-Ambacht |           |            |
|           | Schoofje                     | Roel Teeuwen       | De Schoof Winkelcentrum                  | Hendrik-Ido-Ambacht |           |            |
|           | Spelende kinderen            | Harry Boley        | Willem van Leenpad / Lizzy Ansinghstraat | Hendrik-Ido-Ambacht |           |            |